# Lavras do Sul
Lavras do Sul är en kommun i Brasilien.   Den ligger i delstaten Rio Grande do Sul, i den södra delen av landet, 1 800 km söder om huvudstaden Brasília. Antalet invånare är 7 669. Arean är 2 601 kvadratkilometer.
Terrängen i Lavras do Sul är kuperad åt nordväst, men åt sydost är den platt.
Omgivningarna runt Lavras do Sul är huvudsakligen savann. Runt Lavras do Sul är det mycket glesbefolkat, med 4 invånare per kvadratkilometer.